# Розовые фламинго (фильм)
«Розовые фламинго» (англ. Pink Flamingos) — американская трансгрессивная криминальная гротескная комедия 1972 года, режиссёром, сценаристом и продюсером которой стал Джон Уотерс. Фильм является частью так называемой «Трилогии трэша», в которую также входят «Женские проблемы» (1974) и «Жизнь в отчаянии» (1977). Главную роль в картине исполняет скандальная дрэг-квин Дивайн.
Несмотря на обильное количество сцен, изображающих эксгибиционизм, вуайеризм, онанизм, обжорство, рвоту, изнасилования, инцест, убийства, каннибализм и прочее, фильм стал культовым.

## Сюжет
Фильм рассказывает о противостоянии семьи Бэбс Джонсон и семьи Марбл. Гротескная, вызывающая отвращение Бэбс Джонсон, её мать Иди, сын Крекерс и его подруга Коттон живут в трейлере около леса. Мама Иди спит в детской кроватке, носит отвратительное бельё и помешана на куриных яйцах, Крекерс сдвинут на разведении кур, а Коттон обожает рассказывать омерзительные небылицы.
Реймонд и Конни Марбл — супруги, занимающийся тем, что продают за большие деньги детей лесбийским парам. Оказывается, что все дети рождены от похищенных девушек, которые заточены в подвале четы Марблов, там их насилует слуга семейства — Ченнинг. Кони и Реймонд яростно ненавидят Бэбс Джонсон и мечтают отобрать у неё звание «самого мерзкого человека в мире». Между двумя семьями начинается состязание на звание самого грязного семейства в округе. Реймонд часто демонстрирует на улице девушкам и девочкам свой половой орган с привязанной к нему сосиской. Однажды потенциальной жертвой Рэймонда становится трансгендерная женщина, не прошедшая операцию по смене пола. Девушка обнажает сначала грудь, а затем и пенис, в результате чего Рэймонд в шоке убегает.
Марблы нанимают шпионку Куки, чтобы она собрала информацию о Бэбс и её семье. Куки встречается с Крекерсом, придя к нему в трейлер, и знакомится с его семьёй. Занявшись после этого извращёным сексом, парочка раздавливает между собой живую курицу. За всем этим, онанируя, следит из окошка Коттон. Затем Куки информирует Марблов о реальной личности Бэбс, её местонахождении и семье, а также о предстоящей вечеринке по случаю дня рождения.
Марблы отправляют Бэбс коробку человеческих фекалий в качестве подарка на день рождения с открыткой, в которой Марблы обзывают её «Толстухой» и провозглашают себя «самыми грязными из живых людей». Бэбс объявляет, что её титул был захвачен, и тот, кто отправил посылку, должен умереть. В отсутствие Марблов Ченнинг одевается в одежду Конни и подражает прослушанным разговорам его работодателей. Когда Конни возвращается домой, она возмущена этим и в наказание запирает Ченнинга в шкафу.
Торговец яйцами, который ежедневно доставляет их маме Иди, признаётся ей в любви и делает предложение, мама Иди соглашается и они вместе уезжают. Чета Марблов прибывают на день рождения Бэбс, чтоб шпионить за ней. Её подарки на День Рождения включают в себя: поддельную рвоту, шампунь от вшей, голову свиньи и т. д. На вечеринке выступает акробат, который ритмично сгибает выпавший анус. Марблы решают вызвать полицию, рассказав им об извращениях, которые происходят на празднестве. По прибытии полиции Бэбс, Коттон, Крекерс и все остальные гости устраивают засаду на офицеров, рубят их тела на куски, а затем поедают.
Поняв, что полицию вызвали Марблы, Бэбс и Крекерс проникают в их дом, где они начинают облизывать мебель, чтоб её осквернить. После они решают сделать более мерзкое и грязное — Бэбс делает минет Крекерсу. Они находят Ченнинга и обнаруживают двух беременных женщин в плену в подвале. После того, как Бэбс и Крекерс освобождают женщин, пленницы используют нож, чтобы кастрировать Ченнинга. Тем временем Марблы сжигают трейлер Бэбс, а вернувшись домой, обнаруживают, что Ченнинг умер от кровопотери и что две девушки сбежали.
Найдя остатки сгоревшего трейлера, Бэбс и Крекерс возвращаются в дом Марблов, похищают их под дулом пистолета и доставляют к месту поджога. Бэбс призывает СМИ стать свидетелями суда и казни Марблов. Привязав супругов к дереву, Бэбс расстреливает их.
Эпилог. Бэбс вместе с Крекерсом и Коттон с энтузиазмом решают переехать в Бойсе, штат Айдахо. На улице маленькая собака испражняется на тротуаре, Бэбс решает съесть фекалии собаки. Закадровый голос гласит, что Бэбс «не только самый грязный человек в мире, но и самая грязная актриса», а также, не без сарказма, сообщает о том, что эта съёмка — не ретушь, и всё происходило реально.

## В ролях
- Джон Уотерс — рассказчик
- Дивайн — Бэбс Джонсон
- Дэвид Локари — Реймонд Марбл
- Минк Стоул — Конни Марбл
- Мэри Вивиан Пирс — Коттон
- Дэнни Миллс — Крэкерс
- Эдит Мэсси — Иди
- Куки Мюллер — Куки
- Чаннинг Уилрой — Ченнинг
- Пол Свифт — продавец яиц

## Производство
Съёмки картины проходили в Фениксе, штат Мэриленд. Сцены с домом-трейлером были сняты на одной из старых ферм, где не было даже горячей воды, поэтому съёмочной группе приходилось засветло выезжать на место, чтобы успеть закончить рабочий день до наступления темноты. По словам Боба Адамса, друга Дивайн, машина с техникой и актёрами часто застревала по дороге в лесу в грязи.

## Саундтрек
Подбором музыки к фильму занимался сам Джон Уотерс. Все песни были взяты из личного архива режиссёра, а также без какого-либо права на использование. В 1997 году состоялось переиздание фильма в честь 25-летия, тогда же вышел и официальный саундтрек, правда, с небольшими отличиями от первоначальной версии.
Песня «16 Candles», присутствовавшая в оригинальной версии фильма, была вырезана из версии переиздания, вместо неё была использована «Happy, Happy Birthday Baby», так как Джону Уотерсу не удалось получить право на её использование в картине. В оригинальной версии также была использована часть из балета Стравинского «Весна священная», которая не попала в ремастеринговую версию.

### Список композиций
| №   | Название                                   | Исполнитель                   | Длительность |
| --- | ------------------------------------------ | ----------------------------- | ------------ |
| 1.  | «The Swag»                                 | Link Wray & His Ray Men       | 2:21         |
| 2.  | «Intoxica»                                 | The Centurions                | 1:49         |
| 3.  | «Jim Dandy»                                | LaVern Baker                  | 2:13         |
| 4.  | «I’m Not A Juvenile Delinquent»            | Frankie Lymon & The Teenagers | 2:39         |
| 5.  | «The Girl Can’t Help It»                   | Little Richard                | 2:32         |
| 6.  | «Ooh! Look-A There, Ain’t She Pretty»      | Bill Haley & His Comets       | 2:22         |
| 7.  | «Chicken Grabber»                          | Nite Hawks                    | 2:07         |
| 8.  | «Happy, Happy Birthday Baby»               | The Tune Weavers              | 2:19         |
| 9.  | «Pink Champagne»                           | The Tyrones                   | 2:45         |
| 10. | «Surfin’ Bird»                             | The Trashmen                  | 2:23         |
| 11. | «Riot In Cell Block #9»                    | The Robins                    | 3:03         |
| 12. | «(How Much Is) That Doggie In The Window?» | Patti Page                    | 2:27         |

## Релиз
Премьерный показ прошёл в 1972 году на третьем Ежегодном кинофестивале Балтимора, проходившим в кампусе Балтиморского университета. Билеты на первые три сеанса были полностью распроданы. Фильм вызвал большой интерес у любителей андеграундного кино. Кроме Балтимора показы также прошли в Нью-Йорке, Филадельфии и Сан-Франциско. Также прошли дополнительные показы фильма «Множественные маньяки», предшествующего «Розовым Фламинго». 
Во многих странах фильм не только не допустили к прокату в кинотеатрах, но и запретили, например, в Австралии, Канаде и Норвегии.

## Критика
Фильм получил в целом позитивные отзывы, в настоящее время у «Розовых фламинго» 81 % рейтинга «свежести» на сайте Rotten Tomatoes, основанных на 42 рецензиях. Картина обрела статус культового фильма в андеграундной среде, а также среди ЛГБТ-сообщества. В 2016 году фильм был назван одним из самых важных для становления квир-культуры. Известный режиссёр Гас Ван Сент назвал данный фильм абсолютной классикой и неотъемлемой частью американского кинематографа. Также «Розовые фламинго» оказал влияние на развитие панк-культуры. В 2021 году картина была признана национальным достоянием США, попав в Национальный реестр фильмов Библиотеки Конгресса.

## Сиквел
Уотерс хотел снять продолжение под названием «Фламинго навсегда», однако в 1984 году умирает от рака Эдит Мэсси, а исполнитель роли Дивайн, Харрис Глен, отказывается от участия в пользу более серьёзных картин, чем «Розовое фламинго», таких как «Умопомрачение».